# Dimitris Bertsimas
Dimitris John Bertsimas (* 1962 in Athen) ist ein griechisch-US-amerikanischer angewandter Mathematiker und Wirtschaftswissenschaftler.
Bertsimas studierte Elektrotechnik an der Nationalen Technischen Universität Athen mit dem Diplom-Abschluss und studierte Operations Research am Massachusetts Institute of Technology (MIT) mit dem Master-Abschluss 1987 und der Promotion bei Daniel Kleitman 1988 (Probabilistic Combinatorial Optimization Problems). Seitdem lehrt er am MIT, an dem er in der Sloan School of Management ist (Boeing Leaders for Global Operations Professor of Management). Bertsimas gründete dort den Studiengang Business Analytics.
Er befasst sich mit Optimierung, Operations Research, Maschinenlernen und angewandter Wahrscheinlichkeitsrechnung (stochastische Systeme) mit Anwendung im Gesundheitssystem, Finanzsystem, Management und Transport. Bertsimas gründete verschiedene Startups in seinen Forschungsbereichen. So gründete er mit anderen Dynamic Ideas zur Entwicklung von Werkzeugen zum Portfoliomanagement, er gründete einen gleichnamigen Verlag, war Mitgründer von Benefits Science (die Pläne für Gesundheitsfürsorge für Unternehmen erstellen), Dynamic Ideas Financial (für Finanzberatung), Alpha Dynamics (für Asset Management), P2 Analytics und MyA health (für personalisierte Gesundheitsfürsorge).
Er ist Herausgeber des Journal of Optimization von INFORMS und er war einer der Herausgeber von Management Science and  of Operations Research in Financial Engineering.
1991 erhielt er einen Presidential Young Investigator Award der National Science Foundation. 1996 erhielt er den SIAM Prize in Optimization, 2019 den John-von-Neumann-Theorie-Preis mit Jong-Shi Pang und 2021 den Frederick-W.-Lanchester-Preis (für sein Buch mit Jack Dun von 2019). Außerdem erhielt er den Presidential Award, den Erlang- und Farkas-Preis von INFORMS.
Er ist Fellow von INFORMS und Mitglied der National Academy of Engineering.
Zu seinen Doktoranden zählen Aurelie Thiele und Michel Goemans.

## Schriften (Auswahl)
Bücher:
- mit A. O’Hair, W. Pulleyblank: The Analytics Edge, Dynamic Ideas 2016.
- mit John Tsitsiklis: Introduction to Linear Optimization, Athena Scientific und Dynamic Ideas 2008.
- mit R. Freund: Data, Models, and Decisions: the fundamentals of management science, South-Western College Publ. 2000, Dynamic Ideas 2004.
- mit R. Weismantel: Optimization Over Integers, Dynamic Ideas 2005.
- mit Jack Dun: Machine Learning under a Modern Optimization Lens, Dynamic Ideas 2019.